# CNN en Español
CNN en Español (estilizado como CN͠N) es un canal de televisión por suscripción de noticias de origen estadounidense, propiedad de Warner Bros. Discovery y dirigido a Hispanoamérica, el Caribe y al público hispano en Estados Unidos. Es la versión hispanohablante de CNN, y comenzó sus transmisiones el 17 de marzo de 1997. Transmite las 24 horas noticias en español para Latinoamérica, el Caribe y Estados Unidos con estudios en Atlanta y Miami. El canal tiene tres señales distintas en el continente, una para México, una para Estados Unidos y otra para el resto de Hispanoamérica. Actualmente se puede sintonizar la señal panregional a través de su canal oficial de YouTube.
El canal también tiene centros de corresponsalía y producción propios en Ciudad de México y Buenos Aires y personal propio de recolección de noticias en Washington D. C., Nueva York, Los Ángeles, Brasilia, Caracas, Hong Kong, Londres y Jerusalén. Además de esas ciudades, otras filiales de CNN en Turquía, Inglaterra, Brasil y Chile, con su propio equipo periodístico, envían algunas notas para su emisión al resto de América Latina o su respectiva traducción al español de sus corresponsales en otras lenguas como portugués, inglés y turco.
CNN también posee una señal de radio llamada CNN en Español Radio, la que cuenta con su propio personal. Además, debido a la emisión para toda Latinoamérica, incluyendo también a Estados Unidos, los narradores de noticias y reporteros usan el español neutro, acento también empleado en doblajes de películas al español. En Argentina, posee CNN Radio Argentina, emisora que retransmite la programación del canal de televisión, aunque también realiza producciones específicas para la radio.

## Historia
En 1988, CNN empieza a producir noticias en español con el Noticiero CNN, destinado al público de habla hispana de los Estados Unidos y América Latina.
En 1992, en CNN International comienza el Noticiero CNN Internacional, el primero en español de ese canal. Otros programas en español fueron Las Noticias y Noticias México, todos ellos presentados por la colombiana Patricia Janiot y el uruguayo Jorge Gestoso, y con la dirección de Rolando Santos. Al año siguiente se lanza CNN Radio en Español.
El 17 de marzo de 1997 comienza su transmisión el canal CNN en Español las 24 horas del día a las 6 p. m. (hora de Atlanta) con el noticiero Panorama Mundial que era conducido por la colombiana Patricia Janiot y el uruguayo Jorge Gestoso, Además, comienzan a operar los centros de producción de la cadena en Buenos Aires y La Habana. La corresponsalía en la capital cubana fue la primera oficina de una organización estadounidense en la isla.
En el 2001, CNN abre en Ciudad de México el primer estudio en Latinoamérica con servicios totalmente integrados para televisión e Internet. Previamente, en marzo de 1999 había lanzado una señal exclusiva para México, donde la infocinta emitía titulares, datos bursátiles y financieros, puntajes deportivos, hora local e información meteorológica propia. En 2003, CNN en Español recibe el premio INTE por ser el «mejor canal de noticias de televisión paga del año».
A su vez CNN comenzó a mostrar interés por el mercado de Chile, debido a su estabilidad política y económica, y a que no existía canal exclusivo de noticias en dicho país. Esto se reflejó en la producción y emisión de un debate televisado, de CNN en Español en conjunto con Canal 13, para la elección presidencial de Chile de 2005, conducido por Glenda Umaña y Constanza Santa María y producido por Augusta Silva. Tiempo más tarde nace CNN Chile.
En el 2005, se da inicio a la franquicia de Foros Presidenciales con foros en Chile, Colombia, Nicaragua y Ecuador en 2006; Guatemala en 2007 y Paraguay en 2008. Además, la cadena inicia una alianza con Grupo Expansión.
Para conmemorar los primeros 10 años del canal, en el 2007 se puso en marcha una gran campaña publicitaria, que incluyó desde un cambio de logo temporal, hasta la salida al aire de spots publicitarios y comerciales con los sucesos más importantes que el canal había cubierto en la década. A esto se le sumó la creación de un sitio web (cnne10.com, actualmente no disponible) para la conmemoración de este evento y el lanzamiento de un libro recopilatorio.
En 2010, CNN en Español lanzó la página web de CNN México en conjunto con el Grupo Expansión de México.
El 22 de noviembre de 2010, el canal «evolucionó» con un nuevo logo en la pantalla y su lema «Vive la noticia», además incorporó ocho presentadores e inició diez nuevos programas, como así también nuevos estudios en Miami y nuevos reporteros en Estados Unidos. Desde 2011, el canal dejó de estar disponible en la cableoperadora Telecable de Cuba, el cual ofrece servicios de pago para turistas en hoteles.
En marzo de 2012, el canal celebró sus 15 años al aire con un especial de 15 noticias que fueron cubiertas por los presentadores de la cadena informativa. También se lanzó un sitio: cnne15.com.
El 28 de enero de 2013, el canal lanzó CNN Latino, un nuevo bloque de programación en español hecho para el mercado hispano de Estados Unidos. Esto fue anunciado el 3 de diciembre de 2012 por la vicepresidenta ejecutiva del canal Cynthia Hudson. CNN Latino es una nueva marca de extensión que se encuentra dirigido al mercado hispano de Estados Unidos, cuya programación cubrirá noticias, estilo de vida, documentales, entrevistas y debates sirviendo como una alternativa a los canales tradicionales hispanos. Comenzó sus transmisiones en Los Ángeles desde las 3 p. m. hasta las 11 p. m. (Tiempo del Pacífico) y además, llegó a expandirse a otras ciudades estadounidenses. Algunos de los programas pudieron seguirse en la página web de CNN en Español. CNN Latino fue cerrado en 2014.
El 2 de marzo de 2017, el canal transmitió en vivo por primera vez desde la Antártida, con el reportero Darío Klein en la base Artigas de Uruguay.
En diciembre de 2017 el canal anunció nueva programación producida desde Buenos Aires, Argentina, sumando a su equipo a los periodistas Marcelo Longobardi, Jonatan Viale y Jessica Bossi.
El 13 de febrero de 2022, CNN en Español estrena nuevas gráficas (acorde a aquellas empleadas en otras señales internacionales de CNN) y empieza a transmitir en 16:9 y en alta definición de origen. Mientras la señal HD pasa a transmitir toda su programación de forma panorámica y en 1080p a tiempo completo, la señal SD que se emitía anteriormente en 4:3 letterbox, pasó a emitirse en 16:9 anamórfico. Hasta esa fecha, la señal en definición estándar emitía mayormente a 4:3 en pan and scan (barras laterales cortadas), con solo algunos programas en letterbox (barras negras horizontales). Por otro lado, CNN en Español HD transmitía mucha de su programación en pillarbox (barras negras verticales), con poca programación emitida en alta definición (con la excepción de comerciales).

## Distinciones
En 2014, el noticiero Panorama mundial ganó el premio Emmy en la categoría de «mejor noticiero o revista de noticias en español». En 2016, el programa Café CNN ganó en mismo premio en la categoría «mejor programa matutino en español».
En 2014, el programa Clix ganó el premio Daytime Emmy en la categoría de «mejor programa de entretenimiento en español».

## Críticas y controversias

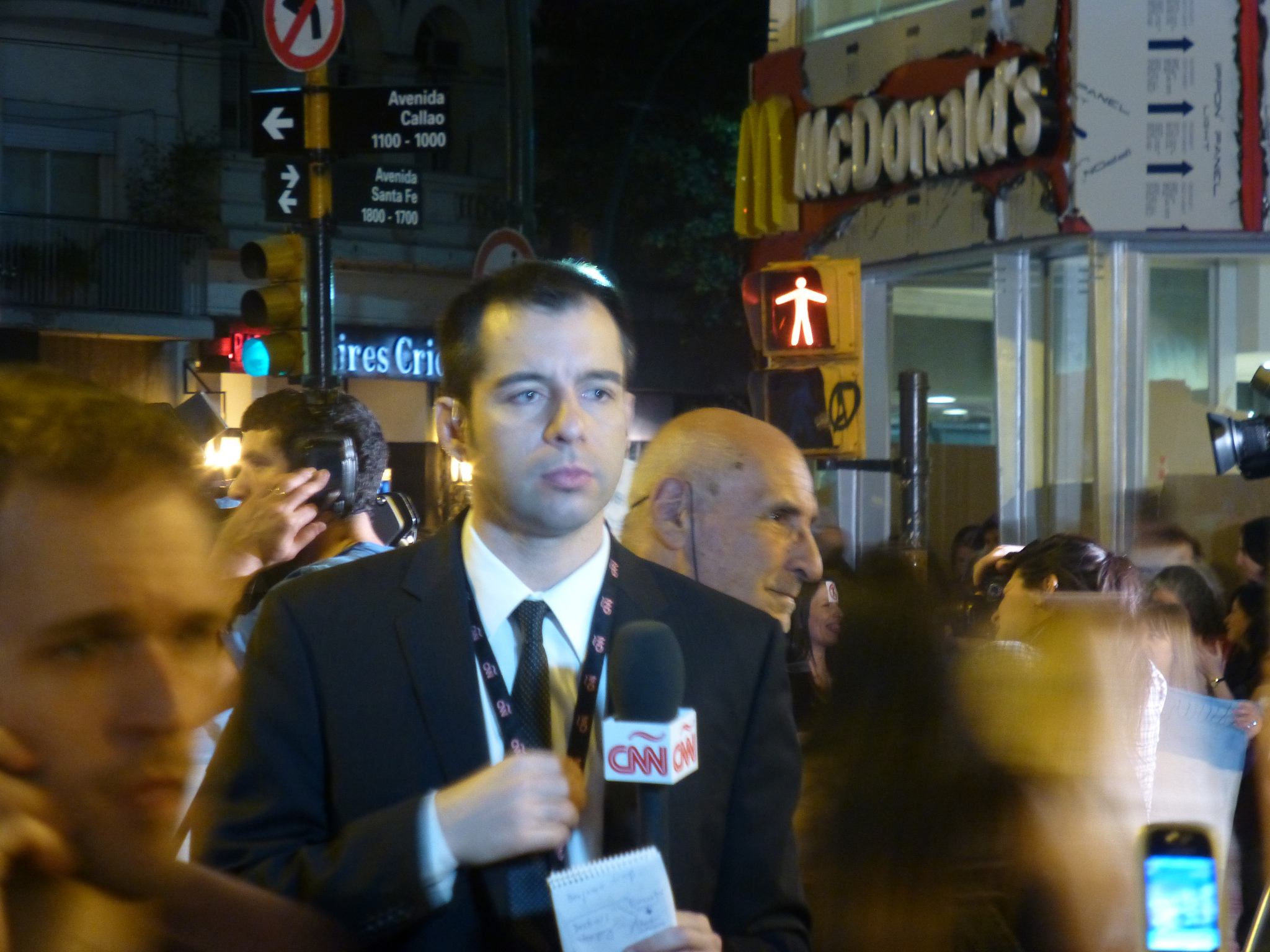
Cobertura de cacerolazos en Buenos Aires.

La cadena ha sido criticada por desinformación y como «funcional» a la política exterior de los Estados Unidos y al llamado imperialismo estadounidense, por parte de países del «Eje Bolivariano», destacándose Venezuela, Bolivia y Ecuador. En 2011 en la red social Twitter, el entonces presidente de Ecuador Rafael Correa escribió: «No vean CNN si quieren estar informados. Pura manipulación disfrazada de prensa. Revisen nada más quién es el dueño!».
En 2016, a raíz de un programa especial de Café CNN emitido desde Argentina, los periodistas Pedro Brieger y Víctor Hugo Morales acusaron a la cadena de «construir noticias donde no las hay tratando de estigmatizar y dañar». Morales agregó que el canal «mostró ser una porquería internacional», luego de un incidente cuando fue entrevistado por Alejandra Oraa y Lucía Navarro.
El experiodista de CNN, Alberto Padilla, denunció el 27 de enero de 2017 que los hermanos Isaías, de Ecuador, eran accionistas de CNN Latino, vinculado con el canal CNN en Español. Según Padilla, Isabel Bucaram, que ejerce el cargo de directora de Relaciones Públicas de CNN en Español para Estados Unidos, fue el nexo con los hermanos Isaías.
En marzo de 2017 en Buenos Aires, un grupo de personas afines a Cristina Fernández de Kirchner realizó un escrache contra el corresponsal de CNN en Español quien intentaba reportar sobre la presentación de la exmandataria argentina ante un juez. En un video publicado por un medio argentino se veía al grupo gritando «Telesur» detrás del corresponsal y una persona que comentó: «Ya Donald Trump, dice que ustedes son unos mentirosos».
Meses más tarde, en el programa Conclusiones, el expresidente de Chile Sebastián Piñera le dijo al periodista Fernando del Rincón que estaba  «desinformado» y lo acusó de hacer «afirmaciones o insinuaciones que no son verdad».

### Conflictos con el gobierno venezolano

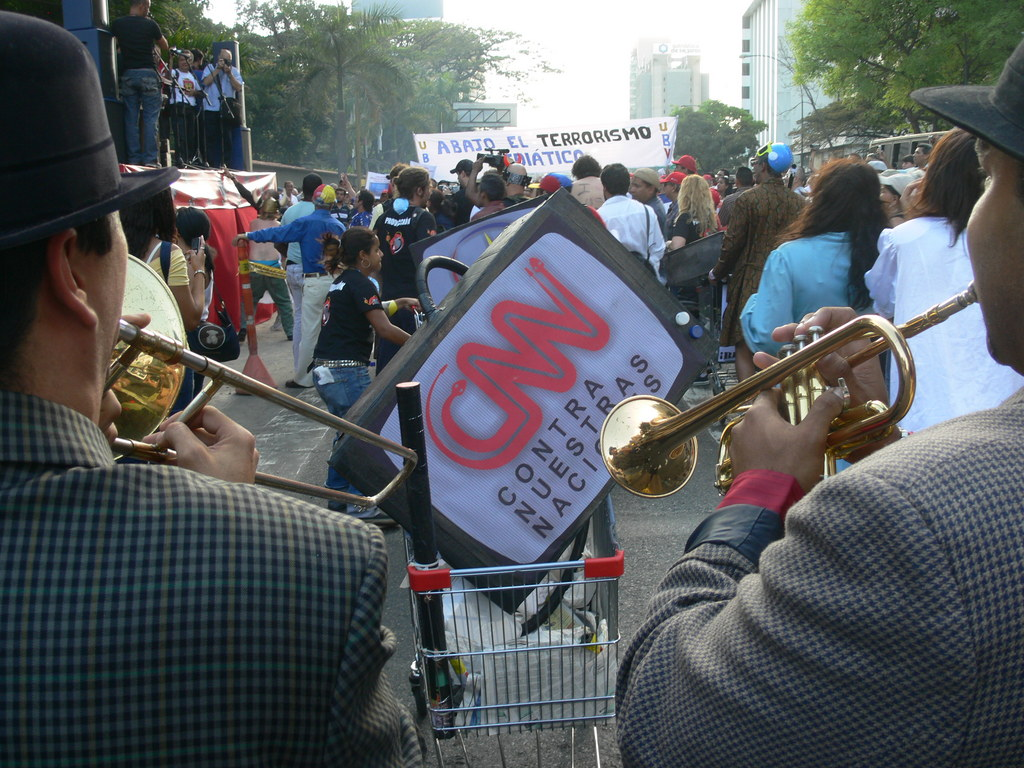
«Encuentro contra el Terrorismo Mediático», realizado en Caracas, en marzo de 2008.

En 2005 el presidente de Venezuela Hugo Chávez, junto con los mandatarios Néstor Kirchner (Argentina), Fidel Castro (Cuba) y Tabaré Vázquez (Uruguay) se reunieron para crear Telesur, que fue presentada como una «voz latinoamericana de las noticias» y «anti-CNN». Gabriel Mariotto explicó en una entrevista que «no puede ser que desde Estados Unidos y Europa se hable de América Latina como un bloque y nosotros no sepamos qué pasa, por ejemplo, con el cine cubano». Chávez en varias oportunidades durante su presidencia, criticó a la cadena internacional señalando que esta «atacaba» a Venezuela. En 2010 tildó a la cadena de «poder diabólico».
El 20 de febrero de 2014 en cadena nacional, Nicolás Maduro recibió a trabajadores del Sistema Metro de Caracas y Los Teques en el Palacio de Miraflores. Allí ordenó a la ministra de Comunicación e Información, Delcy Rodríguez, que iniciara el proceso administrativo para sacar del aire a CNN en Venezuela por transmitir los hechos violentos que actualmente ocurren en ese país «si no rectifican» por transmitir «propaganda de guerra». Los permisos para reportar y la señal fueron sacadas al día siguiente, y al aire en Nuestro Mundo la presentadora Patricia Janiot contó lo sucedido en el aeropuerto de Caracas. El 22 de febrero el gobierno venezolano emitió nuevas credenciales para los periodistas de la cadena.
El 8 de febrero de 2017, una investigación conjunta de CNN Internacional y CNN en Español, basada en la información provista por un denunciante exiliado en España e investigaciones posteriores, informó que los empleados de la embajada venezolana en Bagdad, Irak, habían estado vendiendo pasaportes y visados a personas de Países de Oriente Próximo con antecedentes dudosos para obtener ganancias, incluidos miembros del grupo libanés Hezbolá. El departamento de inmigración venezolano, SAIME, confirmó la autenticidad de los pasaportes vendidos, ya que cada pasaporte incluía un número de identificación nacional asignado, aunque los nombres de estas personas fueron alterados cuando fueron comparados con la base de datos nacional. Al menos el lugar de nacimiento de una persona también se cambió de Irak a Venezuela. La canciller venezolana, Delcy Rodríguez, negó la participación del gobierno cuando fue cuestionada por periodistas en la Asamblea General de las Naciones Unidas.
A raíz de ello, el 15 de febrero de 2017, la Comisión Nacional de Telecomunicaciones de Venezuela ordenó a los prestadores servicios de cable suspender la señal del canal, por una «supuesta violación a la Ley de Responsabilidad Social en Radio y Televisión». La canciller Rodríguez acusó a la cadena de estar al «servicio de las agencias políticas militares de los Estados Unidos». En respuesta a esto, CNN en Español empezó a transmitir en vivo y gratuitamente en YouTube exclusivamente para dicho país. Por su parte, la señal internacional en idioma inglés continúa al aire.
Días más tarde Tania Díaz, diputada de la Asamblea Nacional, declaró que «CNN forma parte de la guerra no convencional para que las trasnacionales vengan por el petróleo venezolano».